# Maria Martínez Abelló
María Martínez Abelló, también conocida como madama Abelló (Barcelona, can. 1700-can. 1815), fue una escritora, poetisa, dramaturga y escritora ilustrada española que fue además salonière, esto es, anfitriona de una tertulia culta al modo de los llamados salons franceses del XVIII.

## Biografía
Durante el siglo XVIII, las salonières continuaron la tarea que en el siglo anterior habían realizado las llamadas batxilleres o preciosas, mujeres atraídas por el mundo de la cultura, interesadas en su formación intelectual, y que aprendieron a hablar con locuacidad. Estas damas organizaron y participaron en los salones ilustrados, muchas veces en su propia casa formando círculos literarios y académicos. Estos salones fueron importantes a nivel cultural, político y feminista. El desarrollo del pensamiento ilustrado en la segunda mitad del siglo, que ponía en cuestión la organización política y social existente, también se planteó la posibilidad de repensar la condición de las mujeres en la sociedad. La creciente contribución de las mujeres en los diarios de la época como escritoras, poetas, etc., permite ver la creciente importancia que fueron adquiriendo las mujeres en la sociedad catalana y española del siglo XVIII, y también la importancia que ellas mismas dieron a su participación en los diarios. Según los datos que tenemos, muchas de estas mujeres publicaron frecuentemente en varios diarios, concentrándose en el periodo entre 1785 y 1805.
Una de estas mujeres fue la barcelonesa María Martínez Abelló, conocida como madama Abelló o madama Martínez Abelló, que vivió el esplendor cultural de la Ilustración, como salonière, como escritora de teatro y como poeta. Escribió la comedia Entre los riesgos de amor sostenerse cono honor, o La Laureta (1800), en la que utilizó para el argumento el cuento Laurette (1761) de Jean-François Marmontel. También escribió la tragedia, en cuatro actos, La Estuarda, se cree que inspirándose en una obra extranjera, probablemente británica. Se sabe que las dos obras se representaron en los teatros de Barcelona, quizás en casa de las Comèdies de la ciudad. Las dos obras tienen una protagonista femenina, lo cual ya indica un punto de vista diferente al masculino.
Madama Abelló también vio publicados varios de sus poemas en la prensa de la época. Por ejemplo, los poemas dedicados a otra poetisa, María Gertrudis Hore. Se dice que Abelló fue su primera lectora pública. Hore escribió un poema anónimo que fue publicado en el Diario de Barcelona en diciembre de 1798. A madama Abelló le impactó y le contestó con otro poema que se publicó aproximadamente un mes más tarde. En su poema, madama Abelló muestra su fascinación por el poema de María Gertrudis Hore y pide conocer la identidad.
Publicó otros poemas, sobre todo en el Diario de Barcelona, como es el caso de «Sentimientos obsequiosos de Madama Abelló, en aplauso del fúnebre canto, que compuso la hábil poetisa a su amado y difunto Pajarito», publicado en este diario el 19 de enero de 1799. Madama Abelló aparece citada bajo estos mismos términos en el Catálogo de autoras del siglo XVIII, de Leandro Fernández de Moratín.